# Thyreodon ferrugineus
Thyreodon ferrugineus là một loài tò vò trong họ Ichneumonidae.